# Étienne Dolet
Étienne Dolet (Orléans, 3 de agosto de 1509 - París, 3 de agosto de 1546) fue un traductor, escritor, y humanista francés. Admirador apasionado de Cicerón, fue acusado de ateísmo y murió quemado en la pira junto a sus libros.

## Biografía
Se dice que podía haber sido un hijo ilegítimo de Francisco I de Francia, pero lo que sí es cierto es que fue educado por una rica familia burguesa que le proporcionó unos buenos estudios. Permanenció en Orléans hasta los doce años, cuando se trasladó a París para seguir sus estudios durante cinco años más.
En 1526 se trasladó a Padua para tomar lecciones de griego con Mark Musuro y Simon de Villanova, a cuya muerte en 1530, Dolet aceptó el cargo de Secretario de Jean de Langeac, obispo de Limoges y embajador de Francia en Venecia, donde asistió a las conferencias de Juan Bautista Egnazio, y escribió sus primeros poemas de amor dirigidos a una veneciana llamada Elena.
Regresó a Francia en 1531, donde estudió Derecho en la Universidad de Toulouse, y se encontró implicado, por su ánimo turbulento, en conflictos violentos entre grupos de estudiantes. Fue encarcelado y finalmente desterrado por un decreto del Parlamento en 1534. Participó en las listas en contra de Erasmo en la materia de la controversia sobre Cicerón. Gracias al impresor Sebastián Gryphe, publicó el Dialogus de Imitatione Ciceroniana, seguido de dos volúmenes de Commentariorum Latinae linguae. Este libro lo dedicó a Francisco I, que le concedió, el 6 de marzo de 1538, el privilegio por diez años de imprimir cualquier libro en latín, griego, italiano o francés.

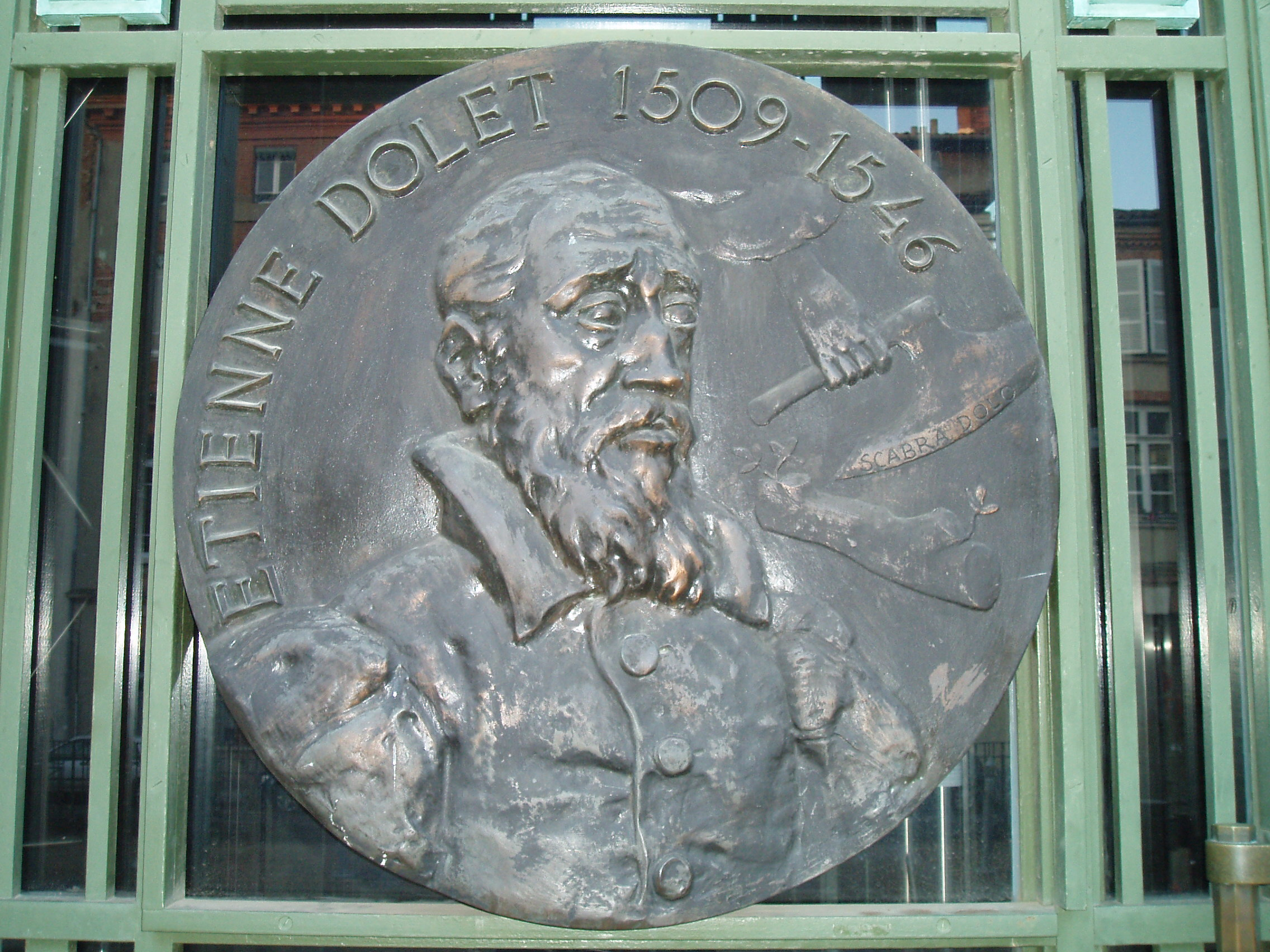
Medallón en la puerta de una biblioteca pública en Toulouse (Francia).

En 1538, después de casarse con Louise Giraud, comenzó a publicar obras de Galeno, de Rabelais, los poemas de su amigo Clément Marot, el Enchiridion y Vero modo di confessarsi bene e cattolicamente de Erasmo, una edición latina del Nuevo Testamento, así como sus propios poemas satíricos y epigramas contra el clero, que atrajo las sospechas de la Iglesia. En 1542, el inquisidor Orry Mathieu mandó allanar su morada, donde encontraron Intitution chrétienne de Calvino, la Biblia francesa de Olivetan y algunos opúsculos de Melantone. Ordenó detenerlo, y fue declarado culpable de herejía y condenado a la hoguera. Etienne Dolet recurrió entonces ante el Parlamento de París, y, finalmente, gracias a la intervención del obispo Pierre Duchatel, se le concedió la libertad.
Regresó a Lyon, y, después de unos meses, fue nuevamente denunciado y encarcelado, pero logró escapar y huir al Piamonte, donde escribió a Francisco I y Margarita de Navarra cartas manifestando su inocencia. Ingenuamente pensó que podía volver a Lyon para defenderse, pero, a su regreso, fue detenido y llevado a París. Dos años más tarde, fue condenado a muerte por blasfemia, sedición y por impresión de libros prohibidos. El 3 de agosto de 1546, día que cumplía los 37 años, fue torturado, ahorcado y quemado, junto con sus libros, en la hoguera de la plaza Maubert. 
En esa plaza, en 1889, se levantó un monumento en su honor, que fue destruido en 1944 por las tropas alemanas. Un busto con su retrato se encuentra en los jardines del ayuntamiento de Orléans, inaugurado en los años sesenta en presencia de numerosas asociaciones laicas.

## Dolet y la religión
No se sabe si Dolet debe ser clasificado entre los representantes del protestantismo, o entre los defensores de un anti-racionalismo cristiano. Sin embargo, se sabe que no fue reconocido por los protestantes de su tiempo, ya que Calvino había condenado formalmente a Teodoro Agrippa d'Aubigné y a su maestro Simón de Villanova por blasfemia contra el hijo de Dios. Además, muchos de sus libros publicados tienen carácter religioso, y defendió constantemente la lectura de las Escrituras en la lengua vernácula, aspectos particularmente significativos.
Su crimen fue, según algunos, haber profesado el materialismo y el ateísmo, y según otros, haberse mostrado favorable a las opiniones de Martín Lutero.

## Obras
Sus principales obras son:

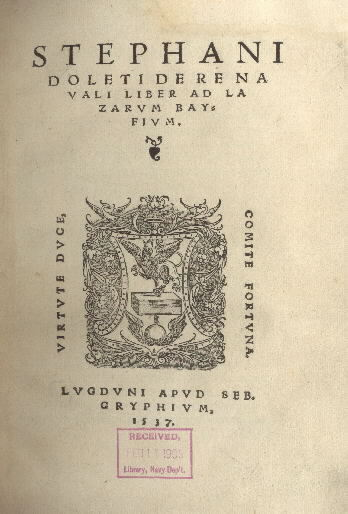
De re navali, Lyon, 1537.

- Stephani Doleti orationes duæ in Tholosam. Eiusdem epistolarum libri II. Eiusdem carminum libri II. Ad eundem Epistolarum amicorum liber (1534).
- Stephani Doleti Dialogus de Imitatione Ciceroniana adversus Desid. Erasmus Roterdamum pro Christophoro Longolio (1535).
- Commentarius Linguæ latinæ, livre I (1536); livre II (1538), Lyon, 2 tomos en folio.
- De Re navali liber ad Lazarum Bayfium (1537).
- St. Doleti Gallii Aurelii Carminum libri quatuor (1538).
- Formulas latina-rum iocutionum (1539).
- Manière de bien traduire d’une langue en l’autre (1540).
- Le Second Enfer (1544).
- Cantique d’Estienne Dolet, l’an 1546, sobre la desolación y el consuelo.

También dejó poemas en traducciones al latín y francés, de algunos escritos de Platón y Cicerón y algunos folletos ocasionales, incluyendo dos escritos durante su estancia en prisión: Premier et le Second Enfer, de 1544, y un segundo en el que pedía la libertad de leer la Escritura en la lengua vernácula, y que fue quemado.